# Antonio Pacenza
Antonio Pacenza (* 18. März 1928 in Buenos Aires, Argentinien; † 7. Februar 1999) war ein argentinischer Boxer.

## Laufbahn
Höhepunkt seiner Boxerkarriere war der Gewinn der Silbermedaille bei den Olympischen Spielen 1952 in Helsinki im Halbschwergewicht. Er verlor im Finale gegen den US-Amerikaner Norvel Lee nach Punkten.
Seine daran anschließende zweijährige Profikarriere war jedoch eher belanglos. Unter seinen vier Niederlagen ist auch der einzige Titelkampf, den er bestritt. Am 30. Dezember 1953 verlor er den Kampf um den vakanten argentinischen Meistertitel im Halbschwergewicht durch KO in der neunten Runde.